# Psidium claraense
Psidium claraense är en myrtenväxtart som beskrevs av Ignatz Urban. Psidium claraense ingår i släktet Psidium och familjen myrtenväxter. Inga underarter finns listade i Catalogue of Life.